# Filozofska fakulteta v Splitu
Filozofska fakulteta (izvirno hrvaško  Filozofski fakultet u Splitu), s sedežem v Splitu, je fakulteta, ki je članica Univerze v Splitu.